# Antheny
Antheny ist eine französische Gemeinde mit 100 Einwohnern (Stand 1. Januar 2022) im Département Ardennes in der Region Grand Est (bis 2015 Champagne-Ardenne). Sie gehört zum Kanton Signy-l’Abbaye im Arrondissement Charleville-Mézières. 

## Lage
Die Gemeinde liegt im 2011 gegründeten Regionalen Naturpark Ardennen. Nachbargemeinden sind Neuville-lez-Beaulieu im Norden, Auvillers-les-Forges im Nordosten, Champlin im Südosten, Rumigny und Bossus-lès-Rumigny im Südwesten, Auge im Westen sowie Tarzy im Nordwesten.

## Bevölkerungsentwicklung
| Jahr      | 1962 | 1968 | 1975 | 1982 | 1990 | 1999 | 2007 | 2019 |
| --------- | ---- | ---- | ---- | ---- | ---- | ---- | ---- | ---- |
| Einwohner | 186  | 160  | 130  | 107  | 101  | 108  | 105  | 101  |

## Sehenswürdigkeiten
- Friedhofskreuz, seit 1972 als Monument historique ausgewiesen

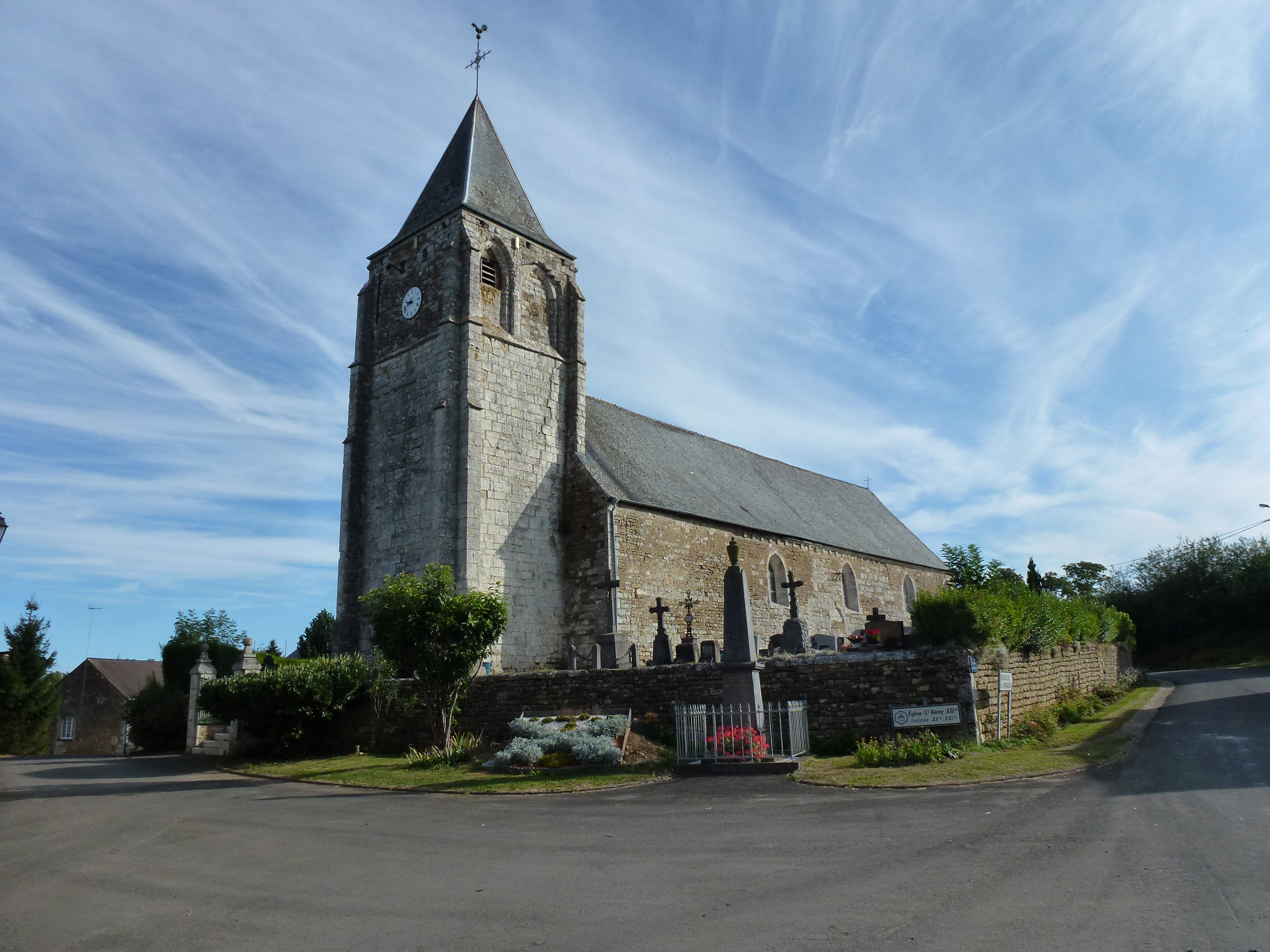
Kirche Saint-Remy

- Kirche Saint-Remy